# Acacia canescens
Acacia canescens é uma espécie de leguminosa do gênero Acacia, pertencente à família Fabaceae.